# Дэвидсон, Артур
Арту́р Дэ́видсон-ста́рший (англ. Arthur Davidson; 11 февраля 1881 — 30 декабря 1950) — американский предприниматель, один из четырех основателей компании Harley-Davidson.

## Биография
Артур Дэвидсон родился в Милуоки (штат Висконсин), в семье Уильяма С. Дэвидсона (1846-1923) и Маргарет Адамс Макфарлейн (1843-1933). Его отец был выходцем города Ангус (Шотландия), а мать - также шотландского происхождения: из небольшого шотландского поселения в Кембридже (штат Висконсин). Вместе родители воспитали пятерых детей: Джанет Мэй, Уильяма, Уолтера, Артура и Элизабет. Дед Артура, Александр «Сэнди» Дэвидсон (происходил из деревни Аберлемно в Шотландии) и бабушка, Маргарет Скотт, иммигрировали из Шотландии в Соединенные Штаты в 1858 году со своими шестью детьми, включая отца Артура Уильяма. Они поселились в Висконсине. В 1903 году Артур основал в семейном сарае предприятие по производству мотоциклов вместе с Уильямом С. Харли. На создание мотоцикла Артура Дэвидсона вдохновило его любимое занятие: ловля рыбы в глухих местах штата Висконсин. Дэвидсон хотел сделать подобие велосипеда, но такого, на котором педали крутил бы двигатель, а не пассажир.
Во время Первой и Второй мировых войн Артур Дэвидсон и его компания производили мотоциклы для армии США. В результате этого по окончании войны в стране появлялось много молодых людей, демобилизованных из армии, умеющих ездить на мотоциклах марки «Harley-Davidson» и желающих их купить.
Дэвидсону был приписан лозунг «Возьми работу на велосипеде», который вдохновил его и его 21-летнего друга Харли, когда они неустанно работали в сарае размером 10/15 футов.
Дэвидсон погиб 30 декабря 1950 года в возрасте 69 лет неподалёку от Уокеша (штат Висконсин) при столкновении двух автомобилей, случившемся в 3 милях (4,8 км) к югу от дома Дэвидсона, близ молочной фермы на Висконсинском шоссе, 59. В результате этой аварии также погибли жена Дэвидсона, Клара, и дети Дороти и Дональд Джеффри. Трое детей Дэвидсона: Маргарет, Артур-младший и Джеймс пережили отца.

## Память и награды
Имена Артура Дэвидсона, Уильяма А. Дэвидсона, Уолтера Дэвидсона и Уильям С. Харли были занесены на скрижали Зала трудовой славы за «веру в свою продукцию и самоотверженность своих сотрудников и производство качественных мотоциклов».